# Ка Рицето (Венеција)
Ка Рицето (итал. Ca' Rizzetto) је насеље у Италији у округу Венеција, региону Венето.
Према процени из 2011. у насељу је живело 36 становника. Насеље се налази на надморској висини од 0 м.